# گلیما

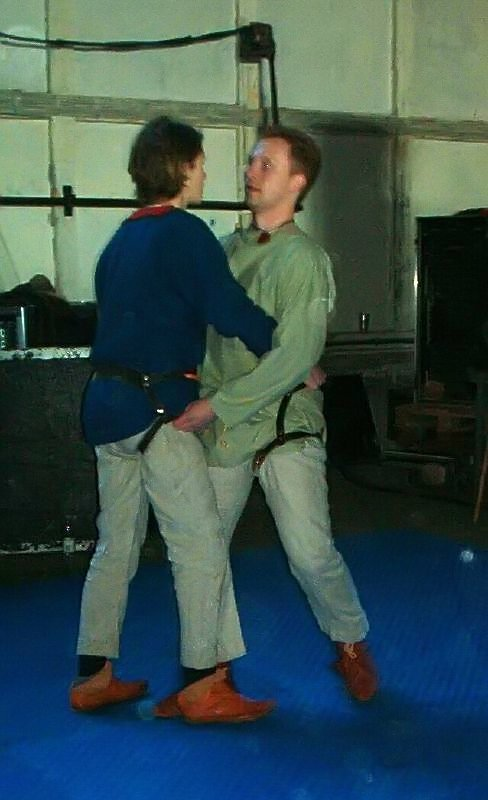
Glima at the Midvinterfestival

گلیما (به انگلیسی: Glima) نام یک نوع کشتی و هنر رزمی اسکاندیناوی است که مورد استفاده وایکینگ‌ها بوده‌است.

## معنی
گلیما در لغت به معنی حرکت «سریع یا لحظه‌ای» است.

## مشخصات فنی
به گفتهٔ دکتر علی حق‌شناس در دانشنامه هنرهای رزمی (نخستین دائرةالمعارف ورزش‌های رزمی در ایران)، گلیما به عنوان یک سیستم دفاع از خود شامل ضربات شوک آور، قفل کننده، تکنیک‌های دردآور و تکنیک‌های با سلاح، و قابل مقایسه با بهترین سبک‌های هنرهای رزمی از سراسر جهان است. این ورزش به عنوان هنر دفاع از خود، پایه و اساس جنگیدن وایکینگ‌ها بوده‌است؛ فنون اصیل و قدیمی این ورزش در اسکاندیناوی، اروپا، شمال آمریکا و جنوب آمریکا انجام می‌شود.

## پیشینه
به نوشتهٔ علی حق‌شناس، گلیما به عنوان یک ورزش انواع مختلفی ازکشتی را شامل می‌شود که در عصر وایکینگ‌ها رایج بوده‌است و توسط زنان و مردان در تمام سنین انجام می‌شده‌است. هر کجا که وایکینگ‌ها جمع شده بودند، گلیما بخش بزرگی از سرگرمی مردان جنگی بوده‌است که مقدس شمرده می‌شده‌است.
گلیما در اشعار شاعر وایکینگی و درباری نروژی [Bragi Boddason (790-850)] ذکر شده‌است.
در این اشعار وایکینگ‌ها به عنوان رزمندگان بزرگ زمین و دریا شناخته می‌شدند.
وایکینگ‌ها در سفرهای خود نیازمند یادگیری مهارت‌های لازم برای زنده ماندن در برابر اشکال مختلف جنگ در سراسر جهان بودند.
به همین دلیل آنان هر دو نوع مبارزه با سلاح و بی‌سلاح فرا گرفتند.
از این رو آموزش گلیما برای کودکان اسکاندیناوی در ۶ یا ۷ سال آغاز می‌شد.

## گلیما در دوران مدرن
گلیما ورزشی است که در دانمارک، نروژ و به ویژه ایسلند به عنوان یک ورزش ملی و قدیمی شناخته می‌شود. برای نخستین بار در سال ۱۸۸۸ مسابقات رسمی آن برگزار و در سال ۱۹۰۵ و ۱۹۰۶ با تغییراتی در قوانین به صورت متناوب تاکنون برگزار شده‌است.
این ورزش در بازی‌های المپیک تابستانی ۱۹۱۲ استکهلم سوئد به صورت غیررسمی برگزار شد. گلیما از سال ۱۹۸۷ در مدارس ابتدایی ایسلند آموزش داده می‌شود.